# سيرجيو رودريغيز غارسيا
سيرجيو رودريغيز غارسيا (بالإسبانية: Sergio Rodríguez García) (17 أغسطس 1984 ماتارو إسبانيا - ) هو لاعب كرة قدم إسباني.

## وصلات خارجية
سيرجيو رودريغيز غارسيا على موقع قاعدة بيانات كرة القدم.إي يو (الإنجليزية)
- سيرجيو رودريغيز غارسيا على موقع Soccerbase.com (لاعب) (الإنجليزية)
- سيرجيو رودريغيز غارسيا على موقع Soccerway.com (الإنجليزية)
- سيرجيو رودريغيز غارسيا على موقع عالم كرة القدم.نت (الإنجليزية)
- سيرجيو رودريغيز غارسيا على موقع AS.com (الإسبانية)